# Bulletin de l'Herbier Boissier
Bulletin de l'Herbier Boissier, (abreujat Bull. Herb. Boissier), va ser una revista il·lustrada amb descripcions botàniques que va ser editada a Suïssa. Es van publicar en 7 volums entre els anys 1893-1899, posteriorment amb el nom de Bulletin de l'Herbier Boissier, sér. 2, es van publicar 8 volums entre els anys 1901-1908.
Va ser fundada per William Barbey i editada a Ginebra. Eugene Autran, conservador de l'Herbari Boissier (a Pregny-Chambésy) va dur a terme la seva administració en els seus començaments. Els botànics més famosos van enviar articles i van detallar les descripcions de les espècies o gèneres en francès i llatí, de vegades en alemany, com Nicholas Mikhailovic Albov, Paul Friedrich August Ascherson, John Briquet, Jules Cardot, François Crépin, Friedrich Fedde, Boris Fedtchenko, Olga Fédchenko, Josef Freyn, Georg Kükenthal, Narcisse Patouillard, George Edward Post, Ferdinand Renauld, Alice Rodrigue, Hans Schinz, Georg Schweinfurth, Camillo Karl Schneider, Adolf Sertorius, Adolphe Tonduz, etc.